# Wahlbezirk Böhmen 16
Der Wahlbezirk Böhmen 16 war ein Wahlkreis für die Wahlen zum Abgeordnetenhaus im österreichischen Kronland Böhmen. Der Wahlbezirk wurde 1907 mit der Einführung der Reichsratswahlordnung geschaffen und bestand bis zum Zusammenbruch der Habsburgermonarchie.

## Geschichte
Nachdem der Reichsrat im Herbst 1906 das allgemeine, gleiche, geheime und direkte Männerwahlrecht beschlossen hatte, wurde mit 26. Jänner 1907 die große Wahlrechtsreform durch Sanktionierung von Kaiser Franz Joseph I. gültig. Mit der neuen Reichsratswahlordnung schuf man insgesamt 516 Wahlbezirke mit je einem zu wählenden Abgeordneten, die durch Direktwahl mit allfälliger Stichwahl bestimmt wurden. Der Wahlkreis Böhmen 16 umfasste die Stadt Karolinenthal. Aus der Reichsratswahl 1907 ging František Fiedler von den Jungtschechen als Sieger hervor. Fiedler konnte seinen Sitz auch bei der Reichsratswahl 1911 erfolgreich verteidigen.

## Wahlen

### Reichsratswahl 1907
Die Reichsratswahl 1907 wurde am 14. Mai 1907 (erster Wahlgang) sowie am 23. Mai 1907 (Stichwahl) durchgeführt.

#### Erster Wahlgang
| Kandidat                                                             | Partei                               | Wahlkreisstimmen | Prozent |
| -------------------------------------------------------------------- | ------------------------------------ | ---------------- | ------- |
| František Fiedler                                                    | Jungtschechen                        | 1181             | 34,1 %  |
| Josef Šafránek                                                       | Tschechische Sozialdemokraten        | 992              | 28,6 %  |
| Václav Choc                                                          | Tschechische national-soziale Partei | 841              | 24,3 %  |
| Alexander Richter                                                    | Deutsche Fortschrittspartei          | 297              | 8,6 %   |
| Franz Satorie                                                        | Katholische Volkspartei              | 82               | 2,4 %   |
| Raphael Pacher                                                       | Freialldeutsche Partei               | 68               | 2,0 %   |
|                                                                      | Sonstige Parteien                    | 6                | 0,2 %   |
| Wahlberechtigte: 4123, Ungültige Stimmen: 8, Wahlbeteiligung: 84,3 % |                                      |                  |         |

#### Stichwahl
| Kandidat                                                              | Partei                        | Wahlkreisstimmen | Prozent |
| --------------------------------------------------------------------- | ----------------------------- | ---------------- | ------- |
| František Fiedler                                                     | Jungtschechen                 | 1913             | 59,3 %  |
| Josef Šafránek                                                        | Tschechische Sozialdemokraten | 1311             | 40,7 %  |
| Wahlberechtigte: 4123, Ungültige Stimmen: 16, Wahlbeteiligung: 78,6 % |                               |                  |         |

### Reichsratswahl 1911
Die Reichsratswahl 1911 wurde am 13. Juni 1911 durchgeführt. Die Stichwahl entfiel auf Grund des absoluten Mehrheit für Fiedler im ersten Wahlgang.
| Kandidat                                                               | Partei                        | Wahlkreisstimmen | Prozent |
| ---------------------------------------------------------------------- | ----------------------------- | ---------------- | ------- |
| František Fiedler                                                      | Jungtschechen                 | 2372             | 62,3 %  |
| Ludwig Tošner                                                          | Tschechische Sozialdemokraten | 1125             | 29,6 %  |
| Alexander Richter                                                      | Deutsche Fortschrittspartei   | 294              | 7,7 %   |
|                                                                        | Sonstige                      | 15               | 0,4 %   |
| Wahlberechtigte: 5.224, Ungültige Stimmen: 47, Wahlbeteiligung: 73,8 % |                               |                  |         |